# Nikolaï Voronov
Pour les articles homonymes, voir Voronov.
Nikolaï Nikolaïevitch Voronov (en russe : Николай Николаевич Воронов), né le 5 mai 1899 à Saint-Pétersbourg et décédé le 28 février 1968 à Moscou, fut un militaire soviétique, maréchal en chef de l'artillerie (1944), promu au titre de  Héros de l'Union soviétique le 7 mai 1965.
Nikolaï Voronov a été décoré de l'ordre de Lénine (à six reprises), de l'ordre de la révolution d'Octobre, de l'ordre du Drapeau rouge (à quatre reprises), de l'ordre de Souvorov (à trois reprises), de l'ordre de l'Étoile rouge, ainsi que de cinq ordres étrangers, de nombreuses médailles et d'une arme honorifique.
Il est enterré dans la nécropole du mur du Kremlin, sur la place Rouge, à Moscou.